# Pfeifturm

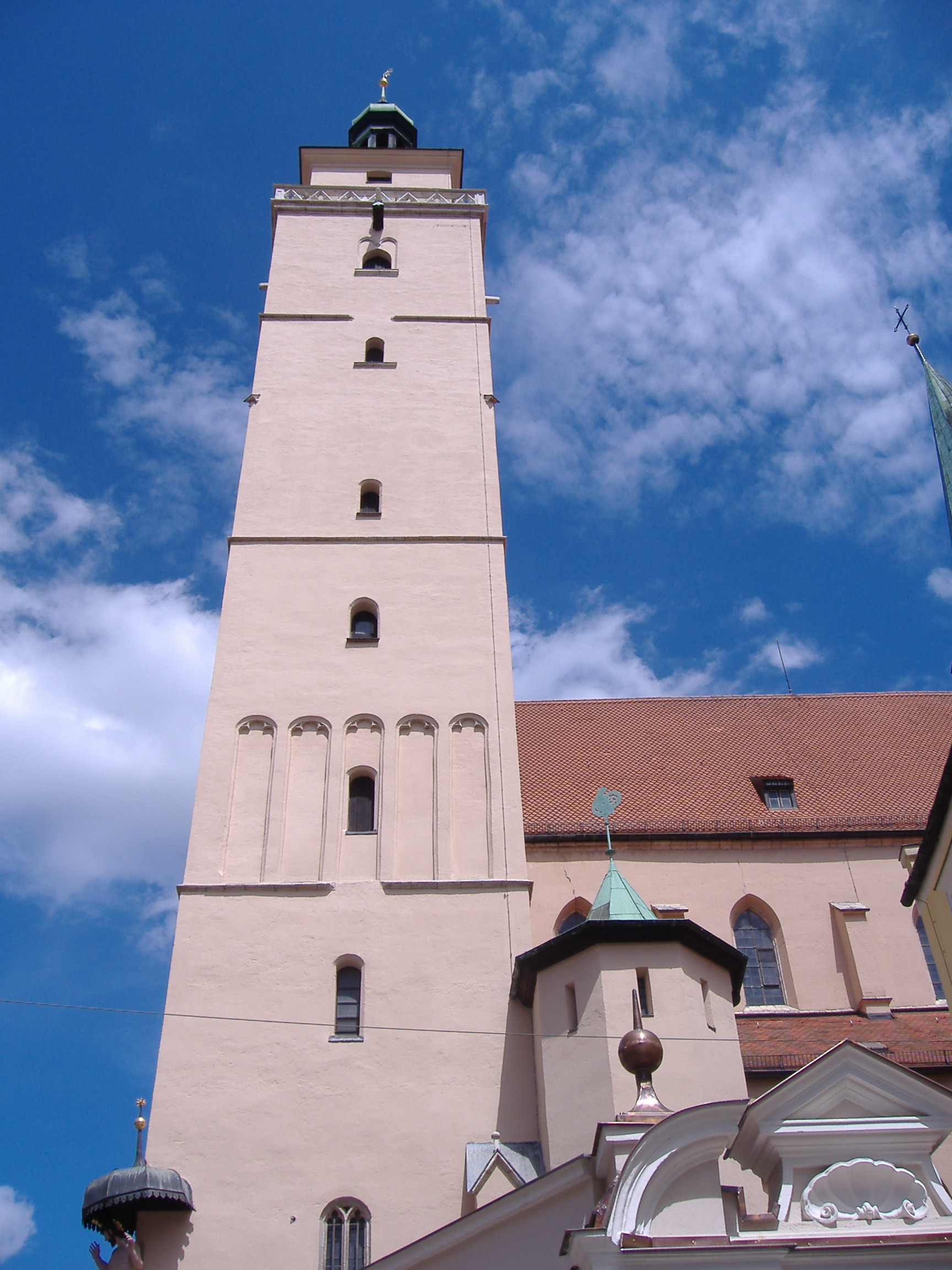
Der Pfeifturm

Der Pfeifturm ist ein gotischer Turm in Ingolstadt, der als städtischer Wachturm diente. Er befindet sich in der Moritzstraße, unmittelbar neben der Moritzkirche.
Das 63 m hohe Gebäude aus dem 14. Jahrhundert wird 1497 erstmals erwähnt, wobei die Dachhaube im Jahr 1720 ergänzt wurde. Der Name geht auf den Pfiff des Türmers zurück, der den Pfeifturm bewohnte und dessen Aufgabe es war Brände und Gefahren im Stadtgebiet zu melden. Das Amt des Türmers wurde in Ingolstadt am 1. März 1938 abgeschafft, nachdem in der Stadt Brandmelder eingeführt worden waren. 201 Stufen führen zur Aussichtsplattform auf einer Höhe von 45 m, die nach der umfangreichen Sanierung des Pfeifturms im Jahr 2006 zu besichtigen ist. Zudem wird der Pfeifturm von den sogenannten Pfeifturmbläsern genutzt, einer Bläsergruppe, die alle zwei Wochen auf dem Pfeifturm spielen und in der Silvesternacht das neue Jahr einblasen.

## Literatur

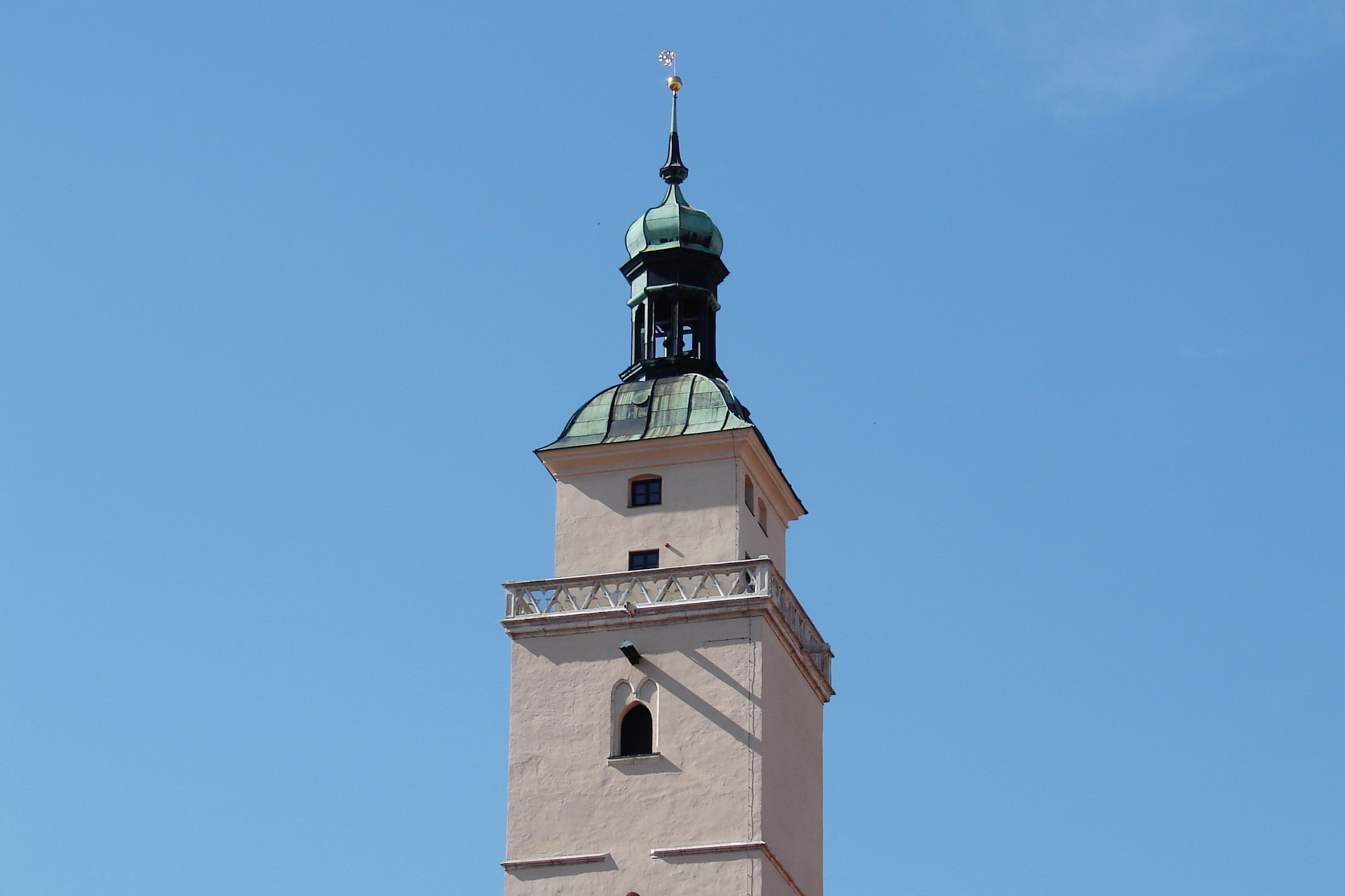
Der Pfeifturm – der frühere städtische Wachturm